# جويمي دوفاي
جويمي دوفاي (بالفرنسية: Guillaume Dufay)‏ (و. 1397 – 1474 م) هو ملحن، ومُنظر موسيقى من فرنسا، بلجيكا . توفي دوفاي في كامبراي .

## حياته
كان دوفاي أشهر مؤلف فرانكو فلمنكي في القرن الخامس عشر. ولد دوفاي قرب مدينة كامبري في شمالي فرنسا، وبدأ مشواره الفني في الموسيقى كمنشد في الجوقة في كاتدرائية المدينة. هناك لاحظ القس مواهبه الموسيقية وشجعه على تطويرها. قضى دوفاي معظم سنوات نضجه في أوروبا حيث عاش وسافر عبر مدنها، وفي الفترة ما بين 1428 و1436 عمل منشدا في جوقة البابا في روما. أصبح دوفاي المؤلف الرائد في بلاط برجاندي وقام برعايته كبار رجال الكنيسة ورجال الدولة، بما في ذلك بلاط فرنسا وبلاط هولندا وبلاط إيطاليا.
لذا خضع تطور دوفاي لعدة مؤثرات. تطور أسلوبه الموسيقي بسبب إعادة صياغة التقاليد الفرنسية في أواخر العصور الوسطى (مثل الفن الجديد) والأسلوب الموسيقي في أوائل عصر النهضة الذي استوعبه من أسفاره إلى إيطاليا. تأثر أيضا بموسيقى جون دانستابل من إنجلترا الذي تواجد في برجاندي مع دوفاي. أكد دانستابل على الصوت الطبيعي المعبر في البوليفونية، وتصادف هذا مع ميول عصر النهضة تجاه اكتشاف المشاعر الذاتية. 
كان دوفاي سعيد الحظ لتواجده في المكان المناسب في الوقت المناسب وكان لديه موهبة فاستفاد من الموقف؛ وأتاح له منصبه في بلاط بورجاندي استخدام أفضل مطربين وعازفين متاحين. ودون الابتكار كانت مؤلفاته معقدة من الناحية الفنية وكانت لحنية أيضا بشكل ملحوظ. كتب الكثير من أعماله لعائلات النبلاء في أوروبا، والذين كلفوه بكتابتها؛ كانت هذه الأعمال تقدم في الحفلات العامة أو المناسبات الاجتماعية أو المناسبات الدينية. 
استخدم دوفاي أفكارا روج لها مؤلفون آخرون، فرسخ مكانته في مقدمة محدثي التغييرات في موسيقى الكنيسة. أثناء حياته، اكتسب القداس أهمية متزايدة بوصفه القالب الرئيسي للتعبير الموسيقي الديني؛ وألف دوفاي عددا من الألحان البوليفونية الكاملة للقداس، فغالبا ما يمزج الموسيقى الدينية بموضوعات من الإنجيل (كما كان شائعا في القرن الخامس عشر).
وكتب أيضا أعمالا دنيوية كثيرة خاصة الروندوه الأقصر، وعدد أكبر من الأغاني الحميمة أكثر من البالاد الذي ميز أذواق القرن الرابع عشر. الكثير من أعمال الروندوه عكس قدرة دوفاي على اعتناق أفكار فنية جديدة - كان يستخدم الأصوات المتنافرة. أيضا أغانيه تعكس المرونة بسبب ازدياد استخدام الأصوات الأعلى مما يعني أن المؤلفين يمكنهم الكتابة لنطاق صوتي أعرض. عادة كانت موسيقاه مشبعة بعواطف الحب والرقة ويمكن مصاحبتها بآلة مثل الهارب.
استقر دوفاي في كاتدرائية كامبري عام 1458 وظل فيها حتى وفاته في عام 1474.

## روابط خارجية
- جويمي دوفاي على موقع IMDb (الإنجليزية)
- جويمي دوفاي على موقع الموسوعة البريطانية (الإنجليزية)
- جويمي دوفاي على موقع ميوزك برينز (الإنجليزية)
- جويمي دوفاي على موقع إن إن دي بي (الإنجليزية)
- جويمي دوفاي على موقع أول ميوزيك (الإنجليزية)
- جويمي دوفاي على موقع ديسكوغز (الإنجليزية)